# DF–224
A DF–224 egy világűrbeli felhasználásra alkalmasnak minősített számítógéptípus, amelyet az 1980-as évektől kezdve alkalmaztak különböző űreszközökben. A Rockwell Autonetics gyártmánya. Sok űrszámítógéphez hasonlóan, ennek kialakítása is nagymértékben redundáns, mivel a javítás, szervizelés a világűrben a legjobb esetben is igen nehéz, de gyakran teljesen lehetetlen.
A konfigurációban három CPU található, amelyek közül egy aktív és kettő tartalék. A fő memória hat memóriaegységből áll, mindegyik 8 K 24 bites szót tartalmazó, mágneshuzalos memória (plated wire memory), így összkapacitása 48 K szó. Egyszerre négy memóriamodul kapcsolható be, ezért az egyszerre rendelkezésre álló maximális memóriaméret 32 K szó, bár egyes alkalmazások, például a Hubble űrtávcső is, kevesebb memóriabankot használt, hogy ezzel is növeljék bennük a hibatűrési képességet. A rendszerhez három ki-/bemeneti processzor is tartozik, amelyek közül egy működő és kettő tartalék. A tápegység 6 független energiaátalakítót tartalmaz, amelyek átfedő működési funkciókkal rendelkeznek (egy funkcionális egységet több tápegység szolgálhat ki). A processzor fixpontos aritmetikát használ, kettes komplemens formátumban.
A 2010-es évek fogalmai szerint ez a számítógép fizikailag meglehetősen nagy és lassú. A mérete közel 45 cm × 45 cm × 30 cm, súlya közel 50 kg. Órajele 1,25 MHz.
A Hubble űrtávcsőn lévő DF–224-et az első szerviz-küldetésen (SM1) egy 386-os társprocesszorral egészítették ki.:1–7 Ez 16 MHz-es órajellel rendelkezett.:fig 7–3
A 3A jelű Hubble karbantartó misszió jelentése szerint, mikor a D–224-et (a 386-ossal együtt) lecserélték egy 25 MHz-es Intel i486-os processzorra és a memóriáját is kibővítették, a számítási teljesítmény kb. 20-szorosára növekedett.:1–7

## Lásd még
- IBM RAD6000 – egy modernebb űrálló (világűrbeli üzemre képesített) számítógép
- RAD750 – újabb verzió
- Mongoose–V – MIPS 3000 alapú sugárzástűrő processzor
- A MIL-STD-1750A szabványt implementáló, 16 bites, űreszközökben használt különféle processzorok

## Fordítás
Ez a szócikk részben vagy egészben  a   DF-224 című angol Wikipédia-szócikk ezen változatának fordításán alapul.  Az eredeti cikk szerkesztőit annak laptörténete sorolja fel. Ez a jelzés csupán a megfogalmazás eredetét és a szerzői jogokat jelzi, nem szolgál a cikkben szereplő információk forrásmegjelöléseként.